# Église Saint-Maurice de Tronget
L'église Saint-Maurice est une église catholique située à Tronget, en France.

## Localisation
L'église est située dans le département français de l'Allier, sur la commune de Tronget.

## Historique
L'édifice est classé au titre des monuments historiques en 1942.